# HD 4113
HD 4113 è una stella binaria nella costellazione dello Scultore di magnitudine 7,88, distante 137 anni luce dal sistema solare.
La componente principale di questo sistema, HD 4113 A, è una stella di classe G5 simile al Sole. Le stime della sua età vanno dai 5 ai 7 miliardi di anni ed è ricca di metalli, con un'abbondanza che è maggiore del 66% rispetto a quella del Sole. La secondaria è una nana rossa di tipo spettrale M0–1V avente una massa del 55% di quella solare, distante dalla principale almeno 2 000 UA.

## Oggetti substellari

### Nana bruna
Attorno alla principale orbitano una nana bruna e un pianeta extrasolare gigante; al tempo della scoperta del pianeta non era chiara la natura della nana bruna, denominata HD 4113 C : Tamuz et al. suggerirono che potesse trattarsi anche di una nana bianca, oppure una nana bruna distante da 8 a 20 UA da A e con un periodo orbitale compreso tra 20 e 90 anni.
Nel 2018 il sistema è stato osservato con lo strumento SPHERE del Very Large Telescope; Cheetham et al. hanno provato vari modelli che potessero spiegare la dinamica del sistema, in particolare le alte eccentricità orbitali della nana bruna e del pianeta, e la formazione di quest'ultimo in un sistema così dinamico. Suggeriscono che la nana bruna potrebbe avere una massa di 65,8+5,0
−4,4 MJ e un periodo di 104,6+29
−18 anni, su un'orbita altamente eccentrica (e=0,38) a una distanza media di 23 UA dalla stella principale. Gli autori dello studio ipotizzano che le nane brune nel sistema potrebbero essere due, ognuna con una massa 40 volte quella di Giove, e questo spiegherebbe meglio la temperatura della nana bruna osservata, di soli 500 K, mentre con quella massa e se fosse un corpo unico, dovrebbe avere una temperatura di almeno 1 200 K.

### Pianeta
HD 4113 Ab è un pianeta supergioviano avente una massa minima del 56% superiore a quella di Giove. Orbita in 526 giorni ma ha una delle più alte eccentricità orbitali conosciute per un pianeta extrasolare (e=0,9), che lo porta ad avvicinarsi a soli 0,12 UA dalla stella quando si trova al periastro, per allontanarsene, all'apoastro, fino a 2,4 UA, con un semiasse maggiore pari a 1,28 UA. Il pianeta alla distanza media ha una temperatura di equilibrio di circa 230 K, poco meno dei 255 K della Terra, tuttavia l'enorme eccentricità della sua orbita rende difficile che possano esistere le condizioni adatte per la vita, per via delle condizioni estreme che sperimenterebbe al periastro rispetto a quando si trova all'apoastro.
Prospetto del sistema
| Pianeta | Massa   | Raggio  | Periodo orb.  | Sem. maggiore | Eccentricità | Incl. orbita | Scoperta |
| ------- | ------- | ------- | ------------- | ------------- | ------------ | ------------ | -------- |
| b       | 1,56 MJ | ~0,9 rJ | 526,62 giorni | 1,28 UA       | 0,903        | —            | 2007     |